# Mirjam de Kleijn
Mirjam de Kleijn (27 augustus 1981) is een Nederlands voormalig topkorfbalster. Ze werd met DOS'46 kampioen en speelde ook voor het Nederlands korfbalteam.
Na de middelbare school gevolgd te hebben, ging Mirjam in 1998 ging naar De Haagse School en volgde de opleiding voor 1e graad docent in het bewegingsonderwijs. In 2005 begon ze als docent lichamelijke opvoeding aan de RSG Levant in Zeewolde. Sinds januari 2017 houdt ze zich naast haar baan als LO docent, ook bezig met leerlingzaken.

## Begin van carrière
De Kleijn begon op haar 8e met korfbal bij TOP uit Sassenheim. Ze verruilde van club en ging naar KV Die Haghe.
Hier kreeg ze de eerste ervaring met korfbalsucces, want onder coach Hans Leeuwenhoek werd Die Haghe zaal- en veldkampioen in seizoen 2001-2002.
De Kleijn werd ook in dat seizoen onderscheiden met de individuele prijs "Talent van het Jaar"
Hierna volgde een leegloop bij Die Haghe en verruilde De Kleij in 2005 van club. Ze ging naar DOS'46.

## DOS'46
In seizoen 2005-2006 begon De Kleijn bij DOS'46. In dit seizoen stond DOS'46 voor het tweede jaar op rij in de zaalfinale. In deze finale was Dalto de tegenstander. DOS'46 won met 29-19.
In januari 2007 mocht DOS'46 de Nederlandse eer hooghouden bij de Europacup. In de finale won DOS'46 van het Belgische Riviera, waardoor het ook Europees kampioen was.
In Korfbal league seizoen 2006-2007 was er ondertussen een coachingswissel bij DOS'46 en werd Herman van Gunst vervangen door Manfred Hofstede. De ploeg had het iets lastiger dit seizoen, waardoor ze net op de 4e plaats eindigden. Hierdoor kwamen ze in de play-offs tegen de nummer 1 uit, namelijk Dalto, waar ze het jaar ervoor de zaalfinale van hadden gewonnen. Ondanks dat Dalto als favoriet de serie in ging, won DOS'46 in 2 wedstrijden en stond zodoende voor het derde jaar op rij in de zaalfinale. DOS'46 kon in de zaalfinale wraak nemen op de verloren zaalfinale van 2005, want ook nu was PKC de tegenstander. Dit maal won DOS'46 met een nipte 17-16, waardoor het voor het tweede jaar op rij Nederlands zaalkampioen werd.
Dit seizoen had DOS'46 ook de "dubbel" te pakken, want ook DOS'46 won de veldtitel. In de veldfinale werd namelijk gewonnen van PKC met 17-13.
Ook de volgende Europacup werd gewonnen, dit maal tegen het Belgische Boeckenberg.
Ook in seizoen 2007-2008 was er een nieuwe coach bij DOS'46. Na 1 seizoen met Manfred Hofstede was het nu de eer aan Jan Jouke Flokstra om DOS'46 kampioen te houden.
In dit seizoen stond DOS'46 wederom in de play-offs, maar dit maal werd er in 3 wedstrijden verloren van Dalto. Zodoende werd DOS'46 onttroond als zaalkampioen.
Seizoen 2008-2009 was een wederom een sterk seizoen voor de club. DOS'46 won in de play-offs van het Delftse Fortuna waardoor het weer in de zaalfinale mocht aantreden. Dit maal werd in de zaalfinale gewonnen van Koog Zaandijk met 26-23, waardoor De Kleijn voor de 4e keer zaalkampioen werd. 
Ook het daarop volgende Europacup toernooi werd gewonnen, wederom van Boeckenberg.
Seizoen 2010-2011 werd een dramatisch seizoen voor De Kleijn persoonlijk. In de 9e competitieronde raakte ze geblesseerd tegen het Delftse Fortuna, waardoor ze haar actieve spelerscarrière moest stoppen.

## Erelijst
- Nederlands zaalkampioen, 4x (2002, 2006, 2007, 2009)
- Nederlands veldkampioen, 2x (2002, 2007)
- Europacup zaalkampioen, 3x (2003, 2007, 2008)
- Beste Korfbalster van het Jaar, 1x (2008)
- Talent van het Jaar, 1x (2002)

## Oranje
De Kleijn speelde 38 interlands met het Nederlands korfbalteam onder bondscoach Jan Sjouke van den Bos. Van deze 38 caps speelde ze er 2 op het veld en 36 in de zaal.
Namens Oranje won De Kleijn 4 gouden medailles, op de onderstaande toernooien:
- WK 2003
- World Games 2005
- EK 2006
- WK 2007